# Wolfspfütz
Wolfspfütz ist ein Ortsteil der sächsischen Stadt Lengenfeld im Vogtlandkreis. Die früher selbstständige Landgemeinde wurde bereits 1953, kurz nach der Gründung der Deutschen Demokratischen Republik, nach Lengenfeld eingemeindet.

## Geografische Lage

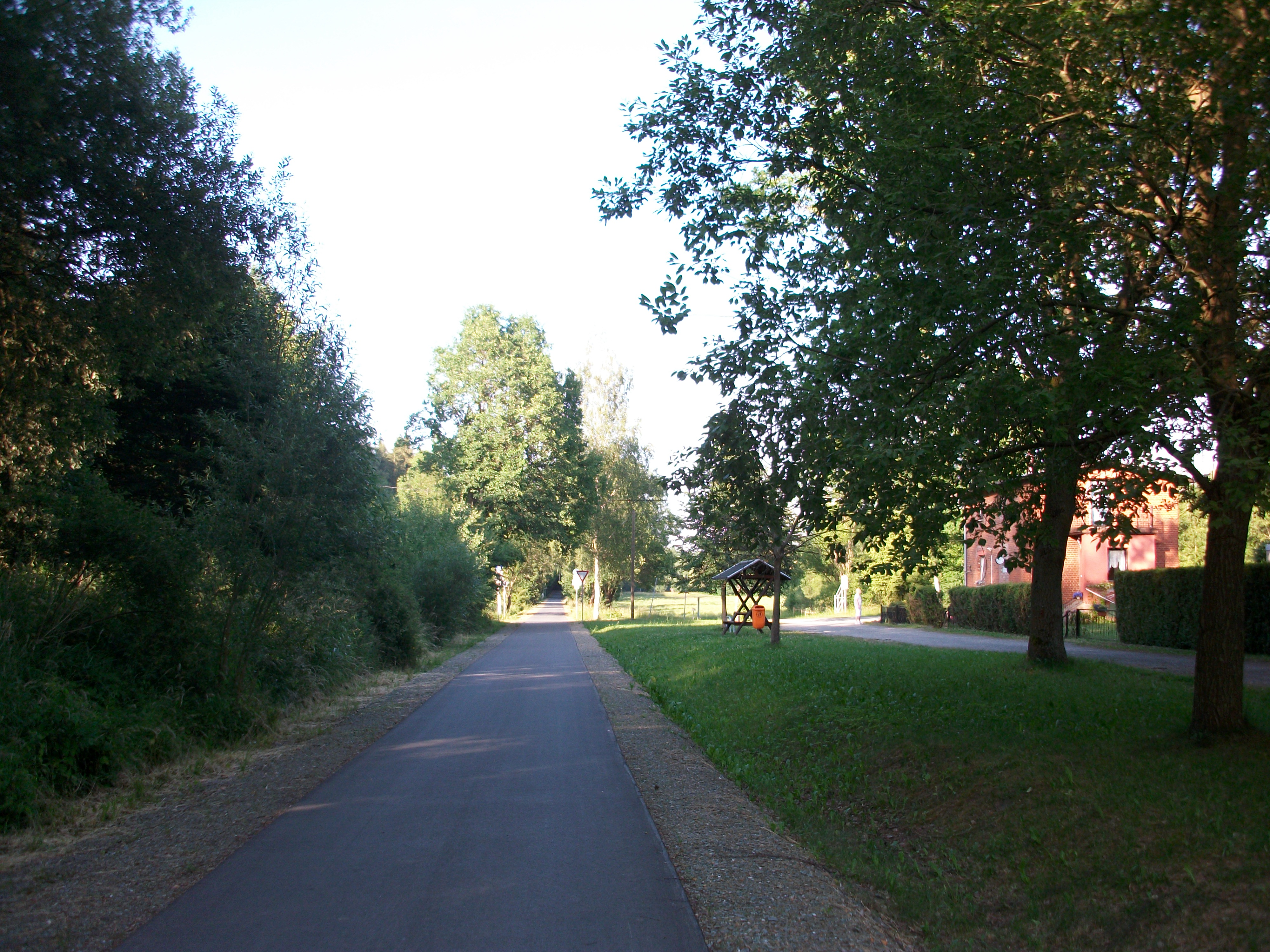
Bahnhof Wolfspfütz, Bahnhofsareal Richtung Lengenfeld (2017)

Wolfspfütz liegt westlich der Stadt Lengenfeld im Osten des Naturraumes Vogtland sowie im sächsischen Teil des historischen Vogtlands. Der durch den Ort fließende Dorfbach mündet ungefähr einen Kilometer nördlich des Orts beim einstigen Bahnhof Wolfspfütz in die Göltzsch. Wolfspfütz hat eine Größe von etwa 206 ha.
Der Ort grenzt an drei weitere Ortsteile der Stadt Lengenfeld und an drei Ortsteile der Stadt Treuen.
| Weißensand    |                                             | Schönbrunn |
| Hartmannsgrün | Kompassrose, die auf Nachbargemeinden zeigt | Lengenfeld |
| Perlas        | Eich/Sa.                                    |            |

## Ortsname
Der Name für Wolfspfütz ist selbsterklärend und verweist auf eines der typischen damaligen Waldtiere hin, die damals noch in freier Wildbahn lebten. Historische Ortsnamensformen sind Wolffispfuczen (21. April 1412),  zcu der Wolffispfuczen (1426), Wolfpfucz (1460), Wolffisphatz (1464), Wolfspfutz (1533), Waldpfütze (1764), Wolfspfuͤtz oder Waldpfuͤtz (1791) und Wolfspfütz (1875).

## Geschichte

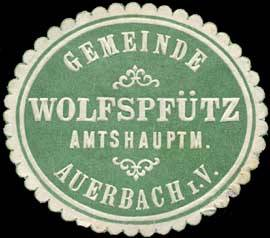
Siegelmarke der ehemaligen Gemeinde

Die urkundliche Ersterwähnung von Wolfspfütz datiert auf den 21. April 1412. Vom historischen Ortskern des Waldhufendorfs haben sich bis heute sieben frühere Bauerngüter erhalten. Neben einem besiedelten Ost- und Westteil des Ortes gibt es einen bewaldeten Geländesporn. Seit seiner Gründung war Wolfspfütz eng verbunden mit dem reußischen Vogtland, in dessen Amt Plauen es bis in das 19. Jahrhundert lag. Der Ort kam im 16. Jahrhundert mit der Herrschaft Mylau an das kursächsische bzw. spätere königlich-sächsische Amt Plauen, dem der Ort bis 1856 unterstand. 1856 wurde Wolfspfütz dem Gerichtsamt Treuen und 1875 der Amtshauptmannschaft Auerbach angegliedert.
Durch die zweite Kreisreform in der DDR kam Wolfspfütz im Jahr 1952 zum Kreis Reichenbach im Bezirk Chemnitz (1953 in Bezirk Karl-Marx-Stadt umbenannt), der ab 1990 als sächsischer Landkreis Reichenbach fortgeführt wurde und 1996 im Vogtlandkreis aufging. Am 1. Juli 1953 wurde Wolfspfütz in die benachbarte Stadt Lengenfeld (Vogtland) eingemeindet. 2012 wurde das 600-jährige Bestehen des Ortes festlich begangen.

### Einwohnerstatistik
1557 lebten in Wolfspfütz 7 besessene Mann, 1764 waren es 7 besessene Mann und 2 Häusler.
| Jahr          | 1834 | 1871 | 1890 | 1910 | 1925 | 1939 | 1946 | 1950 | 2008 | 2019 |
| ------------- | ---- | ---- | ---- | ---- | ---- | ---- | ---- | ---- | ---- | ---- |
| Einwohnerzahl | 78   | 164  | 158  | 198  | 212  | 196  | 221  | 224  | 105  | 87   |

1910 war Wolfspfütz unter den 69 Kommunen der Amtshauptmannschaft Auerbach auf Rang 66 der Einwohnerstatistik. 1925 lebten im Ort 209 Lutheraner, 1 Katholik und 2 andersgläubige.

## Wirtschaft und Verkehr

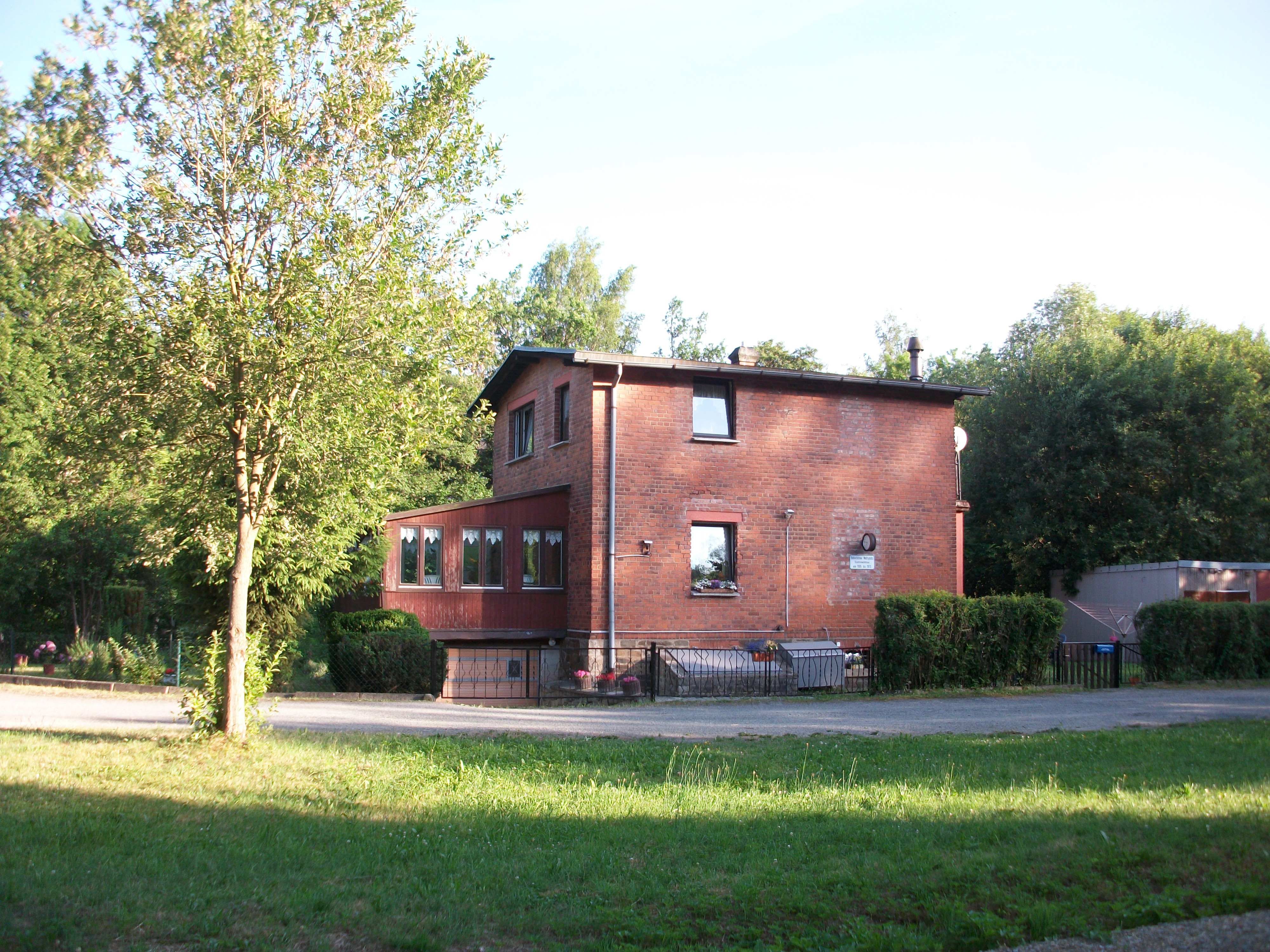
Bahnhof Wolfspfütz, Beamtenwohnhaus (2017)

Zu DDR-Zeiten befand sich in Wolfspfütz das einzige Werk für Dieseleinspritzdüsen für die IFA. Das Unternehmen existiert heute noch und gehört zur Dresdner Einspritzsysteme GmbH & Co KG.
Zwischen 1905 und 1971/72 hatte Wolfspfütz einen Bahnhof an der Bahnstrecke Lengenfeld–Göltzschtalbrücke.
Der Ort ist mit der TaktBus-Linie 89 und der BürgerBus-Linie 66 an den vertakteten ÖPNV des Verkehrsverbunds Vogtland angebunden.